# Nick Geraci
Nick Geraci, de nombre completo Fausto Dominic de "Nick" Geraci Jr. (pronunciado lle-ra-chi) es uno de los personajes principales de las novelas de Mark Winegardner El padrino: El regreso (2004) y El padrino: La venganza (2006). Es un caporegime de la Familia Corleone que se convierte en un traidor, y uno de los enemigos jurados de Michael Corleone.

## Biografía
Geraci nació en Cleveland, Ohio. Su padre, Fausto Geraci Senior, era un conductor para Don Vincent Forlenza, que también fue su Padrino y se convirtió en su amigo de confianza.
Geraci se hizo boxeador en su adolescencia, tarde o temprano haciéndose un campeón de peso pesado bajo el sobrenombre de As Geraci. Geraci fue presentado a Salvatore Tessio por sus contactos en Cleveland, y se hizo parte de su regime. Geraci participó en peleas amañadas para Tessio y trabajó como un matón mientras se elevaba en la familia.
Después de la traición de Tessio contra la familia Corleone, ordenaron a Geraci matarlo para demostrar su lealtad.Fue colocado al mando del regime de Tessio , y fue dado un toque para hacerse Don de la familia Corleone.
- Datos: Q2883177